# Аксёново (Великоустюгский район)
Аксёново — деревня в Великоустюгском районе Вологодской области.
Входит в состав Юдинского сельского поселения, с точки зрения административно-территориального деления — в Юдинский сельсовет.
Расстояние по автодороге до районного центра Великого Устюга — 1,5 км, до центра муниципального образования Юдино — 1 км. Ближайшие населённые пункты — Фёдоровская, Коншево, Юдино, Петровская, Коробово, Галкино, Сереброво, Шатрово, Стрига, Никулино.
По переписи 2002 года население — 53 человека (21 мужчина, 32 женщины). Преобладающая национальность — русские (98 %).